# 藤田耕二
藤田 耕二（ふじた こうじ、1897年4月27日 - 1970年5月10日）は、日本の経営者、銀行家。新潟県出身。

## 経歴
1921年に慶應義塾理財科を卒業し、1924年に第四銀行に入行。1941年1月に取締役に就任し、常務、専務を経て、1953年5月には頭取に就任。
1960年5月に紺綬褒章を受章し、1967年4月に勲四等旭日小綬章を受章。
1970年5月10日心筋梗塞のために死去。73歳没。